# Campeonato Mundial de Baloncesto Femenino Sub-19 de 2023
El Campeonato Mundial de Baloncesto Femenino Sub-19 de 2023 fue la decimoquinta edición del torneo organizado por FIBA que enfrentó a los seleccionados nacionales femeninos juveniles de 19 años o menos. Se desarrolló en las ciudades de Alcalá de Henares, Torrejón de Ardoz y Madrid, España, desde el 15 hasta el 23 de julio de 2023.

## Clasificación
| Competición                                              | Fecha                      | Sede         | Plazas | Equipos clasificados                             |
| -------------------------------------------------------- | -------------------------- | ------------ | ------ | ------------------------------------------------ |
| País anfitrión                                           | —                          | —            | 1      | España                                           |
| Campeonato FIBA África Femenino Sub-18 de 2022           | 5–13 de agosto de 2022     | Antsirabe    | 2      | Egipto Malí                                      |
| Campeonato FIBA Américas Femenino Sub-18 de 2022         | 13–19 de junio de 2022     | Buenos Aires | 4      | Argentina Brasil Canadá Estados Unidos           |
| Campeonato FIBA Asia Femenino Sub-18 de 2022             | 5–11 de septiembre de 2022 | Bangalore    | 4      | Australia China China Taipéi Japón               |
| Campeonato Europeo de Baloncesto Femenino Sub-18 de 2022 | 6–14 de agosto de 2022     | Heraclión    | 5      | Alemania Francia Italia Lituania República Checa |
| Total                                                    | Total                      | Total        | 16     | 16                                               |

## Organización

### Sedes
| Alcalá de Henares Torrejón de Ardoz Madrid |                          |                                               |
| Alcalá de Henares                          | Torrejón de Ardoz        | Madrid                                        |
| Complejo Deportivo Espartales              | Pabellón Jorge Garbajosa | Palacio de Deportes de la Comunidad de Madrid |
| Capacidad: 1 500                           | Capacidad: 3 136         | Capacidad: 17 500                             |
|                                            |                          |                                               |

### Sorteo
Para el sorteo de los grupos, los equipos participantes fueron distribuidos sobre la base de principios de calidad y geografía en los siguientes cuatro bombos.
| Bombo 1                               | Bombo 2                                 | Bombo 3                            | Bombo 4                      |
| ------------------------------------- | --------------------------------------- | ---------------------------------- | ---------------------------- |
| Estados Unidos Canadá Lituania España | Francia Alemania Italia República Checa | Australia China Japón China Taipéi | Argentina Brasil Malí Egipto |

El sorteo tuvo lugar el 27 de marzo de 2023 y contó con la presencia de las exjugadoras Amaya Valdemoro de España y Sonja Vasić de Serbia.
| Grupo A                            | Grupo B                                   | Grupo C                      | Grupo D                             |
| ---------------------------------- | ----------------------------------------- | ---------------------------- | ----------------------------------- |
| Argentina España Australia Francia | Malí Alemania China Taipéi Estados Unidos | Japón Lituania Brasil Italia | Egipto Canadá China República Checa |

## Fase de grupos
Todos los horarios corresponden al huso horario local (UTC+2).

### Grupo A
| Pos. | Equipo     | PJ | G | P | PF  | PC  | DP   | Pts |
| ---- | ---------- | -- | - | - | --- | --- | ---- | --- |
| 1    | España (H) | 3  | 3 | 0 | 229 | 162 | +67  | 6   |
| 2    | Francia    | 3  | 2 | 1 | 227 | 182 | +45  | 5   |
| 3    | Australia  | 3  | 1 | 2 | 221 | 200 | +21  | 4   |
| 4    | Argentina  | 3  | 0 | 3 | 122 | 255 | −133 | 3   |

 Fuente: FIBA
Jornada 1
| 15 de julio de 2023 | España                                                | 83–68                                | Australia                                                   | Alcalá de Henares                                                                              |  |
| 20:15               | Parciales: 22-8, 32-20, 10-22, 19-18                  | Parciales: 22-8, 32-20, 10-22, 19-18 | Parciales: 22-8, 32-20, 10-22, 19-18                        |                                                                                                |  |
|                     | Estadísticas Martín 16 Fam 9 Buenavida 6 Buenavida 20 | Reporte Pts Reb Asts Val             | Estadísticas 13 Puoch 8 Petrie 3 Borlase 13 Borlase, Brazel | Pabellón: Complejo Deportivo Espartales Árbitros: Wojciech Liszka Alan dos Santos Edwin Quiles |  |

| 15 de julio de 2023 | Argentina                                                     | 42–96                               | Francia                                                         | Torrejón de Ardoz                                                                              |  |
| 20:45               | Parciales: 9-29, 7-22, 12-33, 14-12                           | Parciales: 9-29, 7-22, 12-33, 14-12 | Parciales: 9-29, 7-22, 12-33, 14-12                             |                                                                                                |  |
|                     | Estadísticas M. Maggi 12 Kolff 4 tres jugadoras 2 M. Maggi 10 | Reporte Pts Reb Asts Val            | Estadísticas 21 Dibanzilua 12 Dibanzilua 8 Evrard 32 Dibanzilua | Pabellón: Pabellón Jorge Garbajosa Árbitros: Carlos Peralta Andrada Csender Carmelo de la Rosa |  |

Jornada 2
| 16 de julio de 2023 | Francia                                                | 59–72                                 | España                                             | Alcalá de Henares                                                                                   |  |
| 20:15               | Parciales: 11-24, 12-20, 19-12, 17-16                  | Parciales: 11-24, 12-20, 19-12, 17-16 | Parciales: 11-24, 12-20, 19-12, 17-16              | |  |
|                     | Estadísticas Lacan 10 Dutat 10 Cisse, Lacan 3 Dutat 14 | Reporte Pts Reb Asts Val              | Estadísticas 18 Martín 9 Fam 6 Buenavida 16 Martín | Pabellón: Complejo Deportivo Espartales Árbitros: Andris Aunkrogers Carmelo de la Rosa Edwin Quiles |  |

| 16 de julio de 2023 | Australia                                                  | 85–45                                | Argentina                                               | Torrejón de Ardoz                                                                     |  |
| 20:45               | Parciales: 23-10, 20-14, 26-12, 16-9                       | Parciales: 23-10, 20-14, 26-12, 16-9 | Parciales: 23-10, 20-14, 26-12, 16-9                    |                                                                                       |  |
|                     | Estadísticas Borlase 26 Juffermans 11 Borlase 6 Borlase 35 | Reporte Pts Reb Asts Val             | Estadísticas 8 López 6 Fernández, Kolff 3 López 7 Kolff | Pabellón: Pabellón Jorge Garbajosa Árbitros: Felipe Ibarra Song Houlu Martin Davidson |  |

Jornada 3
| 18 de julio de 2023 | Australia                                                           | 68–72                                 | Francia                                        | Alcalá de Henares                                                                                |  |
| 20:45               | Parciales: 21-24, 11-18, 19-10, 17-20                               | Parciales: 21-24, 11-18, 19-10, 17-20 | Parciales: 21-24, 11-18, 19-10, 17-20          |                                                                                                  |  |
|                     | Estadísticas Borlase 14 Juffermans 12 Borlase, Heal 4 Juffermans 21 | Reporte Pts Reb Asts Val              | Estadísticas 16 Lacan 7 Dutat 4 Cisse 19 Dutat | Pabellón: Complejo Deportivo Espartales Árbitros: Carlos Peralta Andrada Csender Saif Al Dossari |  |

| 18 de julio de 2023 | Argentina                                                  | 35–74                              | España                                                | Torrejón de Ardoz                                                                       |  |
| 20:45               | Parciales: 5-22, 7-11, 15-24, 8-17                         | Parciales: 5-22, 7-11, 15-24, 8-17 | Parciales: 5-22, 7-11, 15-24, 8-17                    |                                                                                         |  |
|                     | Estadísticas Tapari 8 Kolff 10 Tapari, Bourgarel 2 Sarit 8 | Reporte Pts Reb Asts Val           | Estadísticas 12 Noguero 7 Broncano 5 Martín 19 Moreno | Pabellón: Pabellón Jorge Garbajosa Árbitros: Wojciech Liszka Lee Ji-Youn Dorothy Okatch |  |

### Grupo B
| Pos. | Equipo         | PJ | G | P | PF  | PC  | DP   | Pts |
| ---- | -------------- | -- | - | - | --- | --- | ---- | --- |
| 1    | Estados Unidos | 3  | 3 | 0 | 297 | 161 | +136 | 6   |
| 2    | Malí           | 3  | 2 | 1 | 222 | 219 | +3   | 5   |
| 3    | Alemania       | 3  | 1 | 2 | 179 | 232 | −53  | 4   |
| 4    | China Taipéi   | 3  | 0 | 3 | 176 | 262 | −86  | 3   |

 Fuente: FIBA
Jornada 1
| 15 de julio de 2023 | Alemania                                             | 67–59                                 | China Taipéi                                    | Alcalá de Henares                                                                            |  |
| 17:45               | Parciales: 14-20, 19-11, 20-18, 14-10                | Parciales: 14-20, 19-11, 20-18, 14-10 | Parciales: 14-20, 19-11, 20-18, 14-10           |                                                                                              |  |
|                     | Estadísticas Bühner 18 Bühner 17 Norvath 6 Bühner 29 | Reporte Pts Reb Asts Val              | Estadísticas 16 Hsiao 17 Hsiao 4 Hsiao 25 Hsiao | Pabellón: Complejo Deportivo Espartales Árbitros: Felipe Ibarra Ventsislav Velikov Aya Ahmed |  |

| 15 de julio de 2023 | Malí                                                  | 66–85                                 | Estados Unidos                                                         | Torrejón de Ardoz                                                                           |  |
| 18:15               | Parciales: 12-26, 19-21, 18-20, 17-18                 | Parciales: 12-26, 19-21, 18-20, 17-18 | Parciales: 12-26, 19-21, 18-20, 17-18                                  |                                                                                             |  |
|                     | Estadísticas Haidara 17 Haidara 16 Sanou 4 Haidara 21 | Reporte Pts Reb Asts Val              | Estadísticas 15 McMahon 12 Cunningham 4 Hidalgo, McMahon 18 Cunningham | Pabellón: Pabellón Jorge Garbajosa Árbitros: Christine Vuong Saif Al Dossari Dorothy Okatch |  |

Jornada 2
| 16 de julio de 2023 | China Taipéi                                   | 68–83                                | Malí                                                           | Alcalá de Henares                                                                       |  |
| 17:45               | Parciales: 22-21, 14-24, 8-18, 24-20           | Parciales: 22-21, 14-24, 8-18, 24-20 | Parciales: 22-21, 14-24, 8-18, 24-20                           |                                                                                         |  |
|                     | Estadísticas Hsiao 19 Hsiao 14 Sung 6 Hsiao 20 | Reporte Pts Reb Asts Val             | Estadísticas 20 Thienou 15 Haidara 3 Sanou, Thienou 35 Haidara | Pabellón: Complejo Deportivo Espartales Árbitros: Valentin Oliot Lee Ji-Youn Amel Dahra |  |

| 16 de julio de 2023 | Estados Unidos                                     | 100–46                               | Alemania                                               | Torrejón de Ardoz                                                                             |  |
| 18:15               | Parciales: 24-11, 21-18, 23-6, 32-11               | Parciales: 24-11, 21-18, 23-6, 32-11 | Parciales: 24-11, 21-18, 23-6, 32-11                   |                                                                                               |  |
|                     | Estadísticas Edwards 21 Kitts 13 Lepolo 6 Kitts 31 | Reporte Pts Reb Asts Val             | Estadísticas 14 Bühner 9 Bühner 3 Kreyenfeld 11 Soltau | Pabellón: Pabellón Jorge Garbajosa Árbitros: Wojciech Liszka Andrada Csender Monicca Nassuuna |  |

Jornada 3
| 18 de julio de 2023 | China Taipéi                                  | 49–112                                | Estados Unidos                                                | Alcalá de Henares                                                                               |  |
| 18:15               | Parciales: 10-27, 10-25, 16-23, 13-37         | Parciales: 10-27, 10-25, 16-23, 13-37 | Parciales: 10-27, 10-25, 16-23, 13-37                         |                                                                                                 |  |
|                     | Estadísticas Li 8 Hsiao, Mi 4 Yang, Mi 3 Su 8 | Reporte Pts Reb Asts Val              | Estadísticas 19 Edwards 9 van Slooten 6 McMahon 24 Cunningham | Pabellón: Complejo Deportivo Espartales Árbitros: Ventsislav Velikov Yana Nikogossyan Aya Ahmed |  |

| 18 de julio de 2023 | Malí                                                    | 73–66                                 | Alemania                                           | Torrejón de Ardoz                                                                         |  |
| 18:15               | Parciales: 19-22, 13-10, 14-18, 27-16                   | Parciales: 19-22, 13-10, 14-18, 27-16 | Parciales: 19-22, 13-10, 14-18, 27-16              |                                                                                           |  |
|                     | Estadísticas Haidara 16 Haidara 13 Haidara 6 Haidara 28 | Reporte Pts Reb Asts Val              | Estadísticas 20 Bühner 8 Bühner 8 Kroger 24 Bühner | Pabellón: Pabellón Jorge Garbajosa Árbitros: Christine Vuong Alan dos Santos Cecília Tóth |  |

### Grupo C
| Pos. | Equipo   | PJ | G | P | PF  | PC  | DP  | Pts |
| ---- | -------- | -- | - | - | --- | --- | --- | --- |
| 1    | Japón    | 3  | 3 | 0 | 249 | 207 | +42 | 6   |
| 2    | Lituania | 3  | 2 | 1 | 233 | 191 | +42 | 5   |
| 3    | Italia   | 3  | 1 | 2 | 221 | 250 | −29 | 4   |
| 4    | Brasil   | 3  | 0 | 3 | 177 | 232 | −55 | 3   |

 Fuente: FIBA
Jornada 1
| 15 de julio de 2023 | Japón                                                    | 92–71                                 | Italia                                                   | Torrejón de Ardoz                                                                          |  |
| 11:45               | Parciales: 29-19, 20-16, 30-16, 13-20                    | Parciales: 29-19, 20-16, 30-16, 13-20 | Parciales: 29-19, 20-16, 30-16, 13-20                    |                                                                                            |  |
|                     | Estadísticas Sasaka 18 Sasaka 9 Ikeda, Owaki 4 Sasaka 23 | Reporte Pts Reb Asts Val              | Estadísticas 22 Villa 10 Cancelli 5 Cancelli 19 Cancelli | Pabellón: Pabellón Jorge Garbajosa Árbitros: Andris Aunkrogers Jacquiline Dover Amel Dahra |  |

| 15 de julio de 2023 | Lituania                                                      | 71–45                                | Brasil                                                                | Alcalá de Henares                                                                        |  |
| 12:15               | Parciales: 21-2, 17-21, 16-12, 17-10                          | Parciales: 21-2, 17-21, 16-12, 17-10 | Parciales: 21-2, 17-21, 16-12, 17-10                                  |                                                                                          |  |
|                     | Estadísticas Jocytė 21 Pliatkutė, Jocytė 9 Jocytė 4 Jocytė 28 | Reporte Pts Reb Asts Val             | Estadísticas 10 Rocha 7 Francisco 2 tres jugadoras 7 cuatro jugadoras | Pabellón: Complejo Deportivo Espartales Árbitros: Valentin Oliot Yann Davidson Yu Yijing |  |

Jornada 2
| 16 de julio de 2023 | Brasil                                                          | 58–77                                | Japón                                                      | Torrejón de Ardoz                                                                           |  |
| 14:15               | Parciales: 16-17, 9-18, 18-22, 15-20                            | Parciales: 16-17, 9-18, 18-22, 15-20 | Parciales: 16-17, 9-18, 18-22, 15-20                       |                                                                                             |  |
|                     | Estadísticas Passos, Queiroz 13 Queiroz 13 Queiroz 5 Queiroz 18 | Reporte Pts Reb Asts Val             | Estadísticas 13 tres jugadoras 8 Yamamoto 6 Owaki 19 Tsuno | Pabellón: Pabellón Jorge Garbajosa Árbitros: Esperanza Mendoza Ventsislav Velikov Yu Yijing |  |

| 16 de julio de 2023 | Italia                                                          | 66–84                                 | Lituania                                                                   | Alcalá de Henares                                                                               |  |
| 14:45               | Parciales: 22-21, 14-19, 17-20, 13-24                           | Parciales: 22-21, 14-19, 17-20, 13-24 | Parciales: 22-21, 14-19, 17-20, 13-24                                      |                                                                                                 |  |
|                     | Estadísticas Villa 25 Caloro, Jakpa 8 Villa, Blasigh 5 Villa 14 | Reporte Pts Reb Asts Val              | Estadísticas 17 Andrunavičiutė 14 Raulušaitytė 5 Pliatkutė 25 Raulušaitytė | Pabellón: Complejo Deportivo Espartales Árbitros: Carsten Straube Christine Vuong Micaela Prado |  |

Jornada 3
| 18 de julio de 2023 | Japón                                              | 80–78                                 | Lituania                                                                | Torrejón de Ardoz                                                                        |  |
| 14:15               | Parciales: 16-13, 28-28, 21-17, 15-20              | Parciales: 16-13, 28-28, 21-17, 15-20 | Parciales: 16-13, 28-28, 21-17, 15-20                                   |                                                                                          |  |
|                     | Estadísticas Yabu 23 Yabu 6 Tsuno 7 Yabu, Tsuno 26 | Reporte Pts Reb Asts Val              | Estadísticas 25 Andrunavičiutė 7 Sirtautaitė 6 Jocytė 28 Andrunavičiutė | Pabellón: Pabellón Jorge Garbajosa Árbitros: Gina Cross Carmelo de la Rosa Micaela Prado |  |

| 18 de julio de 2023 | Brasil                                                               | 74–84                                 | Italia                                              | Alcalá de Henares                                                                                 |  |
| 14:15               | Parciales: 16-34, 17-16, 22-19, 19-15                                | Parciales: 16-34, 17-16, 22-19, 19-15 | Parciales: 16-34, 17-16, 22-19, 19-15               |                                                                                                   |  |
|                     | Estadísticas Queiroz 16 Queiroz 9 A. P. de Oliveira 7 G. da Silva 18 | Reporte Pts Reb Asts Val              | Estadísticas 27 Blasigh 7 Arado 5 Caloro 26 Blasigh | Pabellón: Complejo Deportivo Espartales Árbitros: Andris Aunkrogers Edwin Quiles Monicca Nassuuna |  |

### Grupo D
| Pos. | Equipo          | PJ | G | P | PF  | PC  | DP  | Pts |
| ---- | --------------- | -- | - | - | --- | --- | --- | --- |
| 1    | Canadá          | 3  | 3 | 0 | 249 | 167 | +82 | 6   |
| 2    | República Checa | 3  | 2 | 1 | 239 | 196 | +43 | 5   |
| 3    | Egipto          | 3  | 1 | 2 | 175 | 259 | −84 | 4   |
| 4    | China           | 3  | 0 | 3 | 177 | 218 | −41 | 3   |

 Fuente: FIBA
Jornada 1
| 15 de julio de 2023 | Egipto                                                              | 71–103                                | República Checa                                                             | Torrejón de Ardoz                                                                     |  |
| 14:15               | Parciales: 19-30, 19-18, 12-28, 21-27                               | Parciales: 19-30, 19-18, 12-28, 21-27 | Parciales: 19-30, 19-18, 12-28, 21-27                                       |                                                                                       |  |
|                     | Estadísticas Elalfy 29 Sallman 9 A. Hassan, Elshebshery 3 Elalfy 22 | Reporte Pts Reb Asts Val              | Estadísticas 19 Paurová 6 Nétková, Hynková 5 Hynkovña, Kadlecová 21 Paurová | Pabellón: Pabellón Jorge Garbajosa Árbitros: Gina Cross Micaela Prado Martin Davidson |  |

| 15 de julio de 2023 | Canadá                                                        | 83–62                                 | China                                            | Alcalá de Henares                                                                                    |  |
| 14:45               | Parciales: 23-18, 16-10, 20-18, 24-16                         | Parciales: 23-18, 16-10, 20-18, 24-16 | Parciales: 23-18, 16-10, 20-18, 24-16            | |  |
|                     | Estadísticas Swords, Gibb 17 Fournier 14 Bascoe 4 Fournier 22 | Reporte Pts Reb Asts Val              | Estadísticas 15 Hu 7 Li Q., Li W. 6 Chu 19 Li Q. | Pabellón: Complejo Deportivo Espartales Árbitros: Esperanza Mendoza Carsten Straube Yana Nikogossyan |  |

Jornada 2
| 16 de julio de 2023 | China                                       | 56–60                              | Egipto                                                 | Torrejón de Ardoz                                                                        |  |
| 11:45               | Parciales: 27-5, 17-15, 8-20, 4-20          | Parciales: 27-5, 17-15, 8-20, 4-20 | Parciales: 27-5, 17-15, 8-20, 4-20                     |                                                                                          |  |
|                     | Estadísticas Hu 21 Li Q. 15 Yang 5 Li Q. 21 | Reporte Pts Reb Asts Val           | Estadísticas 15 Elalfy 11 Elalfy 4 A. Hassan 17 Elalfy | Pabellón: Pabellón Jorge Garbajosa Árbitros: Gina Cross Saif Al Dossari Jacquiline Dover |  |

| 16 de julio de 2023 | República Checa                                                             | 61–66                              | Canadá                                                    | Alcalá de Henares                                                                             |  |
| 12:15               | Parciales: 8-31, 17-9, 19-7, 17-19                                          | Parciales: 8-31, 17-9, 19-7, 17-19 | Parciales: 8-31, 17-9, 19-7, 17-19                        |                                                                                               |  |
|                     | Estadísticas Paurová, Brožová 10 Čechová 12 Brožová, Kadlecová 2 Čechová 14 | Reporte Pts Reb Asts Val           | Estadísticas 21 Prosper 17 Fournier 3 Dykstra 24 Fournier | Pabellón: Complejo Deportivo Espartales Árbitros: Carlos Peralta Alan dos Santos Cecília Tóth |  |

Jornada 3
| 18 de julio de 2023 | Egipto                                                   | 44–100                              | Canadá                                                         | Torrejón de Ardoz                                                                        |  |
| 11:45               | Parciales: 8-20, 9-31, 12-26, 15-23                      | Parciales: 8-20, 9-31, 12-26, 15-23 | Parciales: 8-20, 9-31, 12-26, 15-23                            |                                                                                          |  |
|                     | Estadísticas Elalfy 20 J. Ahmed 10 S. Hassan 4 Elalfy 24 | Reporte Pts Reb Asts Val            | Estadísticas 22 Swords 15 Fournier 6 Bascoe 19 Prosper, Swords | Pabellón: Pabellón Jorge Garbajosa Árbitros: Carsten Straube Jacquiline Dover Amel Dahra |  |

| 18 de julio de 2023 | China                                             | 59–75                                | República Checa                                           | Alcalá de Henares                                                                                |  |
| 11:45               | Parciales: 18-20, 15-15, 17-19, 9-21              | Parciales: 18-20, 15-15, 17-19, 9-21 | Parciales: 18-20, 15-15, 17-19, 9-21                      |                                                                                                  |  |
|                     | Estadísticas Hu 18 Li W., Zhang 7 Yang 3 Zhang 15 | Reporte Pts Reb Asts Val             | Estadísticas 20 Paurová 11 Čechová 7 Velichová 23 Paurová | Pabellón: Complejo Deportivo Espartales Árbitros: Esperanza Mendoza Valentin Oliot Yann Davidson |  |

## Cuadro final
Todos los horarios corresponden al huso horario local (UTC+2)
|  | Octavos de final | Octavos de final |                 |                | Cuartos de final | Cuartos de final |  |         | Semifinales | Semifinales |           |            | Final       | Final       |  |
|  | 19 de julio      | 19 de julio      |                 |                | 21 de julio      | 21 de julio      |  |         | 22 de julio | 22 de julio |           |            | 23 de julio | 23 de julio |  |
|  |                  |                  |                 |                |                  |                  |  |         |             |             |           |            |             |             |  |
|  |                  |                  |                 |                |                  |                  |  |         |             |             |           |            |             |             |  |
|  | España           | 93               |                 |                |                  |                  |  |         |             |             |           |            |             |             |  |
|  | España           | 93               |                 |                |                  |                  |  |         |             |             |           |            |             |             |  |
|  | China Taipéi     | 65               |                 |                |                  |                  |  |         |             |             |           |            |             |             |  |
|  | China Taipéi     | 65               |                 | España         | 67               |                  |  |         |             |             |           |            |             |             |  |
|  |                  |                  |                 | España         | 67               |                  |  |         |             |             |           |            |             |             |  |
|  |                  |                  | Lituania        | 49             |                  |                  |  |         |             |             |           |            |             |             |  |
|  | Lituania         | 86               | Lituania        | 49             |                  |                  |  |         |             |             |           |            |             |             |  |
|  | Lituania         | 86               |                 |                |                  |                  |  |         |             |             |           |            |             |             |  |
|  | Egipto           | 64               |                 |                |                  |                  |  |         |             |             |           |            |             |             |  |
|  | Egipto           | 64               |                 |                |                  |                  |  | España  | 77          |             |           |            |             |             |  |
|  |                  |                  |                 |                |                  |                  |  | España  | 77          |             |           |            |             |             |  |
|  |                  |                  | Canadá          | 70             |                  |                  |  |         |             |             |           |            |             |             |  |
|  | Australia        | 67               | Canadá          | 70             |                  |                  |  |         |             |             |           |            |             |             |  |
|  | Australia        | 67               |                 |                |                  |                  |  |         |             |             |           |            |             |             |  |
|  | Malí             | 74               |                 |                |                  |                  |  |         |             |             |           |            |             |             |  |
|  | Malí             | 74               |                 | Malí           | 69               |                  |  |         |             |             |           |            |             |             |  |
|  |                  |                  |                 | Malí           | 69               |                  |  |         |             |             |           |            |             |             |  |
|  |                  |                  | Canadá          | 82             |                  |                  |  |         |             |             |           |            |             |             |  |
|  | Brasil           | 45               | Canadá          | 82             |                  |                  |  |         |             |             |           |            |             |             |  |
|  | Brasil           | 45               |                 |                |                  |                  |  |         |             |             |           |            |             |             |  |
|  | Canadá           | 89               |                 |                |                  |                  |  |         |             |             |           |            |             |             |  |
|  | Canadá           | 89               |                 |                |                  |                  |  |         |             |             |           | España     | 66          |             |  |
|  |                  |                  |                 |                |                  |                  |  |         |             |             |           | España     | 66          |             |  |
|  |                  |                  | Estados Unidos  | 69             |                  |                  |  |         |             |             |           |            |             |             |  |
|  | Francia          | 63               | Estados Unidos  | 69             |                  |                  |  |         |             |             |           |            |             |             |  |
|  | Francia          | 63               |                 |                |                  |                  |  |         |             |             |           |            |             |             |  |
|  | Alemania         | 60               |                 |                |                  |                  |  |         |             |             |           |            |             |             |  |
|  | Alemania         | 60               |                 | Francia TE     | 80               |                  |  |         |             |             |           |            |             |             |  |
|  |                  |                  |                 | Francia TE     | 80               |                  |  |         |             |             |           |            |             |             |  |
|  |                  |                  | Japón           | 78             |                  |                  |  |         |             |             |           |            |             |             |  |
|  | Japón            | 75               | Japón           | 78             |                  |                  |  |         |             |             |           |            |             |             |  |
|  | Japón            | 75               |                 |                |                  |                  |  |         |             |             |           |            |             |             |  |
|  | China            | 58               |                 |                |                  |                  |  |         |             |             |           |            |             |             |  |
|  | China            | 58               |                 |                |                  |                  |  | Francia | 57          |             |           |            |             |             |  |
|  |                  |                  |                 |                |                  |                  |  | Francia | 57          |             |           |            |             |             |  |
|  |                  |                  | Estados Unidos  | 80             |                  |                  |  |         |             |             |           |            |             |             |  |
|  | Argentina        | 36               | Estados Unidos  | 80             |                  |                  |  |         |             |             |           |            |             |             |  |
|  | Argentina        | 36               |                 |                |                  |                  |  |         |             |             |           |            |             |             |  |
|  | Estados Unidos   | 112              |                 |                |                  |                  |  |         |             |             |           |            |             |             |  |
|  | Estados Unidos   | 112              |                 | Estados Unidos | 121              |                  |  |         |             |             |           | 3.º puesto | 3.º puesto  |             |  |
|  |                  |                  |                 | Estados Unidos | 121              |                  |  |         |             |             |           | 3.º puesto | 3.º puesto  |             |  |
|  |                  |                  | República Checa | 61             |                  |                  |  |         |             |             |           |            |             |             |  |
|  | Italia           | 84               | República Checa | 61             |                  |                  |  |         |             |             | Canadá TE | 80         |             |             |  |
|  | Italia           | 84               |                 |                |                  |                  |  |         |             |             | Canadá TE | 80         |             |             |  |
|  | República Checa  | 92               |                 |                |                  |                  |  |         |             |             |           |            | Francia     | 73          |  |
|  | República Checa  | 92               |                 |                |                  |                  |  |         |             |             |           |            | Francia     | 73          |  |
|  |                  |                  |                 |                |                  |                  |  |         |             |             |           |            |             |             |  |

#### Octavos de final
| 19 de julio de 2023 | Italia                                                           | 84–92                                 | República Checa                                          | Torrejón de Ardoz                                                                     |  |
| 11:45               | Parciales: 17-23, 19-29, 21-22, 27-18                            | Parciales: 17-23, 19-29, 21-22, 27-18 | Parciales: 17-23, 19-29, 21-22, 27-18                    |                                                                                       |  |
|                     | Estadísticas Villa 26 di Estefano 9 Blasigh, Caloro 6 Blasigh 32 | Reporte Pts Reb Asts Val              | Estadísticas 26 Kadlecová 9 Čechová 9 Brožová 28 Paurová | Pabellón: Pabellón Jorge Garbajosa Árbitros: Esperanza Mendoza Lee Ji-Youn Amel Dahra |  |

| 19 de julio de 2023 | Lituania                                                              | 86–64                                 | Egipto                                                 | Alcalá de Henares                                                                               |  |
| 12:15               | Parciales: 18-24, 22-13, 28-13, 18-14                                 | Parciales: 18-24, 22-13, 28-13, 18-14 | Parciales: 18-24, 22-13, 28-13, 18-14                  |                                                                                                 |  |
|                     | Estadísticas Sirtautaitė 19 Raulušaitytė 7 Pliatkutė 5 Sirtautaitė 25 | Reporte Pts Reb Asts Val              | Estadísticas 28 Elalfy 13 Elalfy 5 S. Hassan 24 Elalfy | Pabellón: Complejo Deportivo Espartales Árbitros: Christine Vuong Alan dos Santos Yann Davidson |  |

| 19 de julio de 2023 | Japón                                                        | 75–58                                | China                                                       | Torrejón de Ardoz                                                                        |  |
| 14:15               | Parciales: 27-19, 15-19, 17-7, 16-13                         | Parciales: 27-19, 15-19, 17-7, 16-13 | Parciales: 27-19, 15-19, 17-7, 16-13                        |                                                                                          |  |
|                     | Estadísticas Owaki 18 Morioka, Owaki 10 Morioka 9 Morioka 29 | Reporte Pts Reb Asts Val             | Estadísticas 15 Chu 9 tres jugadoras 4 Chu , Li Q. 18 Li Q. | Pabellón: Pabellón Jorge Garbajosa Árbitros: Andris Aunkrogers Cecília Tóth Edwin Quiles |  |

| 19 de julio de 2023 | Brasil                                                             | 45–89                               | Canadá                                                    | Alcalá de Henares                                                                                    |  |
| 14:45               | Parciales: 13-13, 15-33, 8-26, 9-17                                | Parciales: 13-13, 15-33, 8-26, 9-17 | Parciales: 13-13, 15-33, 8-26, 9-17                       | |  |
|                     | Estadísticas Alves, Passos 8 Alves 11 A. P. de Oliveira 4 Alves 12 | Reporte Pts Reb Asts Val            | Estadísticas 22 Fournier 12 Fournier 4 Bascoe 29 Fournier | Pabellón: Complejo Deportivo Espartales Árbitros: Carlos Peralta Carmelo de la Rosa Yana Nikogossyan |  |

| 19 de julio de 2023 | Australia                                                   | 67–74                                 | Malí                                                 | Alcalá de Henares                                                                               |  |
| 17:45               | Parciales: 20-17, 16-21, 18-21, 13-15                       | Parciales: 20-17, 16-21, 18-21, 13-15 | Parciales: 20-17, 16-21, 18-21, 13-15                |                                                                                                 |  |
|                     | Estadísticas Puoch 21 Borlase, Burrows 10 Brazel 4 Puoch 24 | Reporte Pts Reb Asts Val              | Estadísticas 20 Haidara 11 Haidara 5 Traoré 20 Cisse | Pabellón: Complejo Deportivo Espartales Árbitros: Wojciech Liszka Micaela Prado Martin Davidson |  |

| 19 de julio de 2023 | Francia                                                | 63–60                                | Alemania                                                               | Torrejón de Ardoz                                                                           |  |
| 18:15               | Parciales: 9-18, 17-15, 14-15, 23-12                   | Parciales: 9-18, 17-15, 14-15, 23-12 | Parciales: 9-18, 17-15, 14-15, 23-12                                   |                                                                                             |  |
|                     | Estadísticas Lacan 16 Dutat 16 Lacan, Touré 4 Dutat 28 | Reporte Pts Reb Asts Val             | Estadísticas 15 Brochlitz, Soltau 11 Bühner 3 Kroger, Soltau 18 Soltau | Pabellón: Pabellón Jorge Garbajosa Árbitros: Gina Cross Ventsislav Velikov Jacquiline Dover |  |

| 19 de julio de 2023 | Argentina                                                             | 36–112                             | Estados Unidos                                       | Alcalá de Henares                                                                      |  |
| 20:15               | Parciales: 6-27, 8-29, 13-30, 9-26                                    | Parciales: 6-27, 8-29, 13-30, 9-26 | Parciales: 6-27, 8-29, 13-30, 9-26                   |                                                                                        |  |
|                     | Estadísticas Kolff 9 Amaya 7 Hentschel, Bourgarel 2 Lagowski, Kolff 6 | Reporte Pts Reb Asts Val           | Estadísticas 20 Ziebell 9 Kitts 5 Hidalgo 22 Hidalgo | Pabellón: Complejo Deportivo Espartales Árbitros: Carsten Straube Yu Yijing Song Houlu |  |

| 19 de julio de 2023 | España                                              | 93–65                                 | China Taipéi                          | Torrejón de Ardoz                                                                          |  |
| 20:45               | Parciales: 29-21, 17-16, 21-15, 26-13               | Parciales: 29-21, 17-16, 21-15, 26-13 | Parciales: 29-21, 17-16, 21-15, 26-13 |                                                                                            |  |
|                     | Estadísticas Brito 19 Fam 10 Buenavida 11 Martín 24 | Reporte Pts Reb Asts Val              | Estadísticas 15 Li 7 Yu 4 Li 15 Li    | Pabellón: Pabellón Jorge Garbajosa Árbitros: Valentin Oliot Felipe Ibarra Monicca Nassuuna |  |

### Cuadro por el 9º-16º lugar
|  | Partido 13.eɾ lugar | Partido 13.eɾ lugar |             |              | Semifinales 13º-16º | Semifinales 13º-16º |             |             | Cuartos de final 9º-16º | Cuartos de final 9º-16º |          |        | Semifinales 9º-12º | Semifinales 9º-12º |  |  | Partido 9º lugar | Partido 9º lugar |
|  |                     |                     |             |              |                     |                     |             |             |                         |                         |          |        |                    |                    |  |  |                  |                  |
|  |                     |                     |             |              |                     |                     |             |             | 21 de julio             |                         |          |        |                    |                    |  |  |                  |                  |
|  |                     |                     |             |              |                     |                     |             |             |                         |                         |          |        |                    |                    |  |  |                  |                  |
|  | 23 de julio         | 23 de julio         |             |              | 22 de julio         | 22 de julio         |             |             | China Taipéi            | 79                      |          |        | 22 de julio        | 22 de julio        |  |  | 23 de julio      | 23 de julio      |
|  | 23 de julio         | 23 de julio         |             |              | 22 de julio         | 22 de julio         |             |             | China Taipéi            | 79                      |          |        | 22 de julio        | 22 de julio        |  |  | 23 de julio      | 23 de julio      |
|  | 23 de julio         | 23 de julio         |             |              | 22 de julio         | 22 de julio         | Egipto      | 83          |                         |                         |          |        | 22 de julio        | 22 de julio        |  |  | 23 de julio      | 23 de julio      |
|  | 23 de julio         | 23 de julio         |             | China Taipéi | 59                  |                     | Egipto      | 83          |                         |                         |          | Egipto | 45                 |                    |  |  | 23 de julio      | 23 de julio      |
|  | 23 de julio         | 23 de julio         | 21 de julio | China Taipéi | 59                  |                     |             |             |                         |                         |          | Egipto | 45                 |                    |  |  | 23 de julio      | 23 de julio      |
|  | 23 de julio         | 23 de julio         |             |              | Brasil              | 82                  |             |             | Australia               | 70                      |          |        |                    |                    |  |  | 23 de julio      | 23 de julio      |
|  | 23 de julio         | 23 de julio         | Australia   | 91           | Brasil              | 82                  |             |             | Australia               | 70                      |          |        |                    |                    |  |  | 23 de julio      | 23 de julio      |
|  | 23 de julio         | 23 de julio         | Australia   | 91           |                     |                     |             |             |                         |                         |          |        |                    |                    |  |  | 23 de julio      | 23 de julio      |
|  | 23 de julio         | 23 de julio         |             |              | Brasil              | 60                  |             |             |                         |                         |          |        |                    |                    |  |  | 23 de julio      | 23 de julio      |
|  | Brasil              | 62                  |             |              | Brasil              | 60                  | Australia   | 81          |                         |                         |          |        |                    |                    |  |  |                  |                  |
|  | Brasil              | 62                  | 21 de julio |              |                     |                     | Australia   | 81          |                         |                         |          |        |                    |                    |  |  |                  |                  |
|  | China               | 76                  |             |              | Alemania            | 73                  |             |             |                         |                         |          |        |                    |                    |  |  |                  |                  |
|  | China               | 76                  | Alemania    | 76           | Alemania            | 73                  |             |             |                         |                         |          |        |                    |                    |  |  |                  |                  |
|  |                     |                     | Alemania    | 76           | 22 de julio         | 22 de julio         | 22 de julio | 22 de julio |                         |                         |          |        |                    |                    |  |  |                  |                  |
|  |                     |                     | China       | 63           | 22 de julio         | 22 de julio         | 22 de julio | 22 de julio |                         |                         |          |        |                    |                    |  |  |                  |                  |
|  | Partido 15º lugar   | Partido 15º lugar   | China       | 63           | China               | 76                  |             |             |                         |                         | Alemania | 81     | Partido 11º lugar  | Partido 11º lugar  |  |  |                  |                  |
|  | Partido 15º lugar   | Partido 15º lugar   | 21 de julio |              | China               | 76                  |             |             |                         |                         | Alemania | 81     | Partido 11º lugar  | Partido 11º lugar  |  |  |                  |                  |
|  | 23 de julio         | 23 de julio         |             |              | Argentina           | 53                  |             |             | Italia                  | 57                      |          |        | 23 de julio        | 23 de julio        |  |  |                  |                  |
|  | China Taipéi TE     | 79                  | Argentina   | 68           | Argentina           | 53                  | Egipto      | 56          | Italia                  | 57                      |          |        |                    |                    |  |  |                  |                  |
|  | China Taipéi TE     | 79                  | Argentina   | 68           |                     |                     | Egipto      | 56          |                         |                         |          |        |                    |                    |  |  |                  |                  |
|  | Argentina           | 72                  |             |              | Italia TE           | 71                  |             |             | Italia                  | 64                      |          |        |                    |                    |  |  |                  |                  |

#### Cuartos de final del 9º–16º puesto
| 21 de julio de 2023 | China Taipéi                                      | 79–83                                | Egipto                                               | Alcalá de Henares                                                                                   |  |
| 12:30               | Parciales: 23-23, 24-9, 21-24, 11-27              | Parciales: 23-23, 24-9, 21-24, 11-27 | Parciales: 23-23, 24-9, 21-24, 11-27                 | |  |
|                     | Estadísticas Hsiao, Mi 18 Hsiao 7 Sung 6 Hsiao 20 | Reporte Pts Reb Asts Val             | Estadísticas 38 Elalfy 18 Elalfy 6 Ibrahim 42 Elalfy | Pabellón: Complejo Deportivo Espartales Árbitros: Esperanza Mendoza Saif Al Dossari Martin Davidson |  |

| 21 de julio de 2023 | Australia                                                | 91–60                                | Brasil                                                                         | Alcalá de Henares                                                                              |  |
| 15:00               | Parciales: 28-19, 24-18, 16-14, 23-9                     | Parciales: 28-19, 24-18, 16-14, 23-9 | Parciales: 28-19, 24-18, 16-14, 23-9                                           |                                                                                                |  |
|                     | Estadísticas Puoch 16 Clark, Borlase 5 Heal 5 Borlase 19 | Reporte Pts Reb Asts Val             | Estadísticas 19 Rocha 6 Carrera 5 A. P. de Oliveira, Queiroz 21 Rocha, Queiroz | Pabellón: Complejo Deportivo Espartales Árbitros: Valentin Oliot Micaela Prado Andrada Csender |  |

| 21 de julio de 2023 | Alemania                                                    | 76–63                                 | China                                               | Alcalá de Henares                                                                      |  |
| 18:00               | Parciales: 25-16, 13-12, 17-19, 21-16                       | Parciales: 25-16, 13-12, 17-19, 21-16 | Parciales: 25-16, 13-12, 17-19, 21-16               |                                                                                        |  |
|                     | Estadísticas Soltau 25 Bühner 12 tres jugadoras 3 Soltau 32 | Reporte Pts Reb Asts Val              | Estadísticas 17 Li W. 9 Li Q. 5 Chu, Li Q. 19 Zhang | Pabellón: Complejo Deportivo Espartales Árbitros: Felipe Ibarra Edwin Quiles Aya Ahmed |  |

| 21 de julio de 2023 | Argentina                                                       | 68–71 TE                                              | Italia                                                               | Alcalá de Henares                                                                                 |  |
| 20:30               | Parciales: 15-14, 10-18, 18-19, 15-7 (T.E.: 7-7, 3-6)           | Parciales: 15-14, 10-18, 18-19, 15-7 (T.E.: 7-7, 3-6) | Parciales: 15-14, 10-18, 18-19, 15-7 (T.E.: 7-7, 3-6)                |                                                                                                   |  |
|                     | Estadísticas Bourgarel 19 Fernández 13 Bourgarel 5 Fernández 14 | Reporte Pts Reb Asts Val                              | Estadísticas 18 Blasigh, Villa 13 Caloro 4 Blasigh, Villa 14 Blasigh | Pabellón: Complejo Deportivo Espartales Árbitros: Ventsislav Velikov Yann Davidson Dorothy Okatch |  |

#### Semifinales del 13º–16º puesto
| 22 de julio de 2023 | China Taipéi                                | 59–82                                 | Brasil                                                      | Alcalá de Henares                                                                                |  |
| 10:00               | Parciales: 12-17, 18-31, 15-17, 14-17       | Parciales: 12-17, 18-31, 15-17, 14-17 | Parciales: 12-17, 18-31, 15-17, 14-17                       |                                                                                                  |  |
|                     | Estadísticas Hsiao 16 Hsiao 7 Mi 6 Hsiao 24 | Reporte Pts Reb Asts Val              | Estadísticas 17 Rocha 11 Rocha 7 A. P. de Oliveira 24 Rocha | Pabellón: Complejo Deportivo Espartales Árbitros: Andrada Csender Yann Davidson Yana Nikogossyan |  |

| 22 de julio de 2023 | China                                           | 76–53                                 | Argentina                                                    | Alcalá de Henares                                                                                    |  |
| 12:30               | Parciales: 25-13, 23-10, 13-20, 15-10           | Parciales: 25-13, 23-10, 13-20, 15-10 | Parciales: 25-13, 23-10, 13-20, 15-10                        | |  |
|                     | Estadísticas Li W. 22 Zhang 12 Li W. 9 Li W. 34 | Reporte Pts Reb Asts Val              | Estadísticas 16 Kolff 9 Fernández 3 Amaya, V. Maggi 18 Kolff | Pabellón: Complejo Deportivo Espartales Árbitros: Esperanza Mendoza Saif Al Dossari Jacquiline Dover |  |

#### Semifinales del 9º–12º puesto
| 22 de julio de 2023 | Egipto                                                       | 45–70                                | Australia                                                  | Alcalá de Henares                                                                     |  |
| 15:30               | Parciales: 15-15, 11-27, 9-17, 10-11                         | Parciales: 15-15, 11-27, 9-17, 10-11 | Parciales: 15-15, 11-27, 9-17, 10-11                       |                                                                                       |  |
|                     | Estadísticas Sallman 15 Elalfy 9 tres jugadoras 2 Sallman 13 | Reporte Pts Reb Asts Val             | Estadísticas 17 Borlase 10 Juffermans 4 Borlase 21 Borlase | Pabellón: Complejo Deportivo Espartales Árbitros: Felipe Ibarra Lee Ji-Youn Yu Yijing |  |

| 22 de julio de 2023 | Alemania                                            | 81–57                                 | Italia                                               | Alcalá de Henares                                                                                 |  |
| 18:00               | Parciales: 26-16, 24-14, 16-14, 15-13               | Parciales: 26-16, 24-14, 16-14, 15-13 | Parciales: 26-16, 24-14, 16-14, 15-13                |                                                                                                   |  |
|                     | Estadísticas Bühner 14 Bühner 10 Bühner 5 Bühner 22 | Reporte Pts Reb Asts Val              | Estadísticas 12 Caloro 6 Tomasoni 8 Caloro 18 Caloro | Pabellón: Complejo Deportivo Espartales Árbitros: Valentin Oliot Monicca Nassuuna Martin Davidson |  |

#### Partido por el 15º puesto
| 23 de julio de 2023 | China Taipéi                                       | TE 79–72                                           | Argentina                                              | Alcalá de Henares                                                                           |  |
| 10:00               | Parciales: 16-14, 12-13, 18-24, 22-17 (T.E.: 11-4) | Parciales: 16-14, 12-13, 18-24, 22-17 (T.E.: 11-4) | Parciales: 16-14, 12-13, 18-24, 22-17 (T.E.: 11-4)     |                                                                                             |  |
|                     | Estadísticas Hsiao 19 Hsiao 14 Hsiao, Mi 3 Yu 22   | Reporte Pts Reb Asts Val                           | Estadísticas 22 Tapari 11 Fernández 3 Tapari 27 Tapari | Pabellón: Complejo Deportivo Espartales Árbitros: Valentin Oliot Monicca Nassuuna Aya Ahmed |  |

#### Partido por el 13º puesto
| 23 de julio de 2023 | Brasil                                                                              | 62–76                                 | China                                    | Alcalá de Henares                                                                              |  |
| 12:30               | Parciales: 20-12, 14-22, 17-19, 11-23                                               | Parciales: 20-12, 14-22, 17-19, 11-23 | Parciales: 20-12, 14-22, 17-19, 11-23    |                                                                                                |  |
|                     | Estadísticas A. P. de Oliveira 15 Alves 12 A. P. de Oliveira 8 A. P. de Oliveira 18 | Reporte Pts Reb Asts Val              | Estadísticas 28 Hu 9 Li Q. 8 Li Q. 23 Hu | Pabellón: Complejo Deportivo Espartales Árbitros: Felipe Ibarra Andrada Csender Dorothy Okatch |  |

#### Partido por el 11º puesto
| 23 de julio de 2023 | Egipto                                                  | 56–64                                 | Italia                                                  | Alcalá de Henares                                                                         |  |
| 15:30               | Parciales: 13-12, 11-16, 15-15, 17-21                   | Parciales: 13-12, 11-16, 15-15, 17-21 | Parciales: 13-12, 11-16, 15-15, 17-21                   |                                                                                           |  |
|                     | Estadísticas Sallman 20 Sallman 15 Sallman 3 Sallman 25 | Reporte Pts Reb Asts Val              | Estadísticas 18 Caloro 9 Cancelli 7 Blasigh 18 Cancelli | Pabellón: Complejo Deportivo Espartales Árbitros: Carsten Straube Micaela Prado Yu Yijing |  |

#### Partido por el 9º puesto
| 23 de julio de 2023 | Australia                                                        | 81–73                                 | Alemania                                           | Alcalá de Henares                                                                              |  |
| 18:00               | Parciales: 17-23, 22-22, 24-15, 18-13                            | Parciales: 17-23, 22-22, 24-15, 18-13 | Parciales: 17-23, 22-22, 24-15, 18-13              |                                                                                                |  |
|                     | Estadísticas Burrows, Puoch 18 Puoch, Borlase 9 Heal 10 Puoch 20 | Reporte Pts Reb Asts Val              | Estadísticas 19 Bühner 5 Bühner 5 Bühner 19 Bühner | Pabellón: Complejo Deportivo Espartales Árbitros: Esperanza Mendoza Yann Davidson Edwin Quiles |  |

### Cuadro por el 5º-8º lugar
|  | Semifinales 5º-8º | Semifinales 5º-8º |       |      | Partido 5º lugar | Partido 5º lugar |  |
|  | 22 de julio       | 22 de julio       |       |      | 23 de julio      | 23 de julio      |  |
|  |                   |                   |       |      |                  |                  |  |
|  |                   |                   |       |      |                  |                  |  |
|  | Lituania          | 53                |       |      |                  |                  |  |
|  | Lituania          | 53                |       |      |                  |                  |  |
|  | Malí              | 56                |       |      |                  |                  |  |
|  | Malí              | 56                |       | Malí | 73               |                  |  |
|  |                   |                   |       | Malí | 73               |                  |  |
|  |                   |                   | Japón | 61   |                  |                  |  |
|  | Japón             | 67                | Japón | 61   |                  |                  |  |
|  | Japón             | 67                |       |      |                  |                  |  |
|  | República Checa   | 51                |       |      | Partido 7º lugar | Partido 7º lugar |  |
|  | República Checa   | 51                |       |      | Partido 7º lugar | Partido 7º lugar |  |
|  |                   |                   |       |      |                  |                  |  |
|  |                   |                   |       |      | Lituania         | 50               |  |
|  |                   |                   |       |      | Lituania         | 50               |  |
|  |                   |                   |       |      | República Checa  | 76               |  |
|  |                   |                   |       |      | República Checa  | 76               |  |
|  |                   |                   |       |      |                  |                  |  |

#### Semifinales del 5º–8º puesto
| 22 de julio de 2023 | Japón                                             | 67–51                                | República Checa                                           | Madrid |  |
| 10:30               | Parciales: 26-9, 12-16, 15-13, 14-13              | Parciales: 26-9, 12-16, 15-13, 14-13 | Parciales: 26-9, 12-16, 15-13, 14-13                      | |  |
|                     | Estadísticas Morioka 15 Tsuno 11 Ikeda 4 Tsuno 23 | Reporte Pts Reb Asts Val             | Estadísticas 20 Paurová 14 Paurová 3 Kadlecová Paurová 32 | Pabellón: Palacio de Deportes de la Comunidad de Madrid Árbitros: Gina Cross Amel Dahra Carmelo de la Rosa |  |

| 22 de julio de 2023 | Lituania                                                                               | 53–56                                | Malí                                                  | Madrid |  |
| 13:00               | Parciales: 11-15, 13-22, 11-9, 18-10                                                   | Parciales: 11-15, 13-22, 11-9, 18-10 | Parciales: 11-15, 13-22, 11-9, 18-10                  | |  |
|                     | Estadísticas Pliatkutė 17 Raulušaitytė 13 Pupkevičiūtė, Raulušaitytė 5 Raulušaitytė 19 | Reporte Pts Reb Asts Val             | Estadísticas 19 Thienou 17 Haidara 3 Sanou 26 Thienou | Pabellón: Palacio de Deportes de la Comunidad de Madrid Árbitros: Carlos Peralta Christine Vuong Edwin Quiles |  |

#### Partido por el 7º puesto
| 23 de julio de 2023 | Lituania                                                             | 50–76                                | República Checa                                   | Madrid |  |
| 13:00               | Parciales: 15-18, 10-19, 16-18, 9-21                                 | Parciales: 15-18, 10-19, 16-18, 9-21 | Parciales: 15-18, 10-19, 16-18, 9-21              | |  |
|                     | Estadísticas Raulušaitytė 12 Pliatkutė 9 Pliatkutė 4 Raulušaitytė 18 | Reporte Pts Reb Asts Val             | Estadísticas 18 Kadlecová 10 Paurová 5 Jedlickova | Pabellón: Palacio de Deportes de la Comunidad de Madrid Árbitros: Carlos Peralta Christine Vuong Cecília Tóth |  |

#### Partido por el 5º puesto
| 23 de julio de 2023 | Malí                                                   | 73–61                                 | Japón                                                       | Madrid                                                                                                   |  |
| 15:30               | Parciales: 19-12, 18-10, 14-24, 22-15                  | Parciales: 19-12, 18-10, 14-24, 22-15 | Parciales: 19-12, 18-10, 14-24, 22-15                       | |  |
|                     | Estadísticas Haidara 18 Haidara 9 Haidara 7 Haidara 32 | Reporte Pts Reb Asts Val              | Estadísticas 15 Owaki 8 Morioka, Owaki 5 Morioka 21 Morioka | Pabellón: Palacio de Deportes de la Comunidad de Madrid Árbitros: Wojciech Liszka Amel Dahra Lee Ji-Youn |  |

### Fase final

#### Cuartos de final
| 21 de julio de 2023 | Francia                                            | TE 80–78                                           | Japón                                                           | Madrid |  |
| 13:00               | Parciales: 12-11, 21-18, 22-20, 14-20 (T.E.: 11-9) | Parciales: 12-11, 21-18, 22-20, 14-20 (T.E.: 11-9) | Parciales: 12-11, 21-18, 22-20, 14-20 (T.E.: 11-9)              | |  |
|                     | Estadísticas Lacan 36 Dutat 18 Touré 6 Lacan 36    | Reporte Pts Reb Asts Val                           | Estadísticas 23 Owaki 7 Morioka, Yabu 10 Tsuno 18 Morioka, Yabu | Pabellón: Palacio de Deportes de la Comunidad de Madrid Árbitros: Andris Aunkrogers Christine Vuong Alan dos Santos |  |

| 21 de julio de 2023 | Estados Unidos                                              | 121–61                                | República Checa                                        | Madrid |  |
| 15:30               | Parciales: 35-13, 27-12, 27-24, 32-12                       | Parciales: 35-13, 27-12, 27-24, 32-12 | Parciales: 35-13, 27-12, 27-24, 32-12                  | |  |
|                     | Estadísticas Edwards 23 Cunningham 11 Hidalgo 13 Edwards 33 | Reporte Pts Reb Asts Val              | Estadísticas 16 Paurová 7 Čechová 3 Paurová 16 Čechová | Pabellón: Palacio de Deportes de la Comunidad de Madrid Árbitros: Carsten Straube Lee Ji-Youn Cecília Tóth |  |

| 21 de julio de 2023 | Malí                                                  | 69–82                                 | Canadá                                                    | Madrid                                                                                                 |  |
| 18:30               | Parciales: 13-18, 17-26, 23-15, 16-23                 | Parciales: 13-18, 17-26, 23-15, 16-23 | Parciales: 13-18, 17-26, 23-15, 16-23                     | |  |
|                     | Estadísticas Thienou 20 Haidara 10 Sanou 8 Thienou 23 | Reporte Pts Reb Asts Val              | Estadísticas 22 Prosper 23 Fournier 5 Prosper 37 Fournier | Pabellón: Palacio de Deportes de la Comunidad de Madrid Árbitros: Gina Cross Carlos Peralta Amel Dahra |  |

| 21 de julio de 2023 | España                                                | 67–49                                | Lituania                                                                   | Madrid |  |
| 21:00               | Parciales: 19-7, 16-13, 16-13, 16-16                  | Parciales: 19-7, 16-13, 16-13, 16-16 | Parciales: 19-7, 16-13, 16-13, 16-16                                       | |  |
|                     | Estadísticas Martín 18 Fam 11 tres jugadoras 5 Fam 22 | Reporte Pts Reb Asts Val             | Estadísticas 14 Raulušaitytė 9 Raulušaitytė 3 Augustinaitė 19 Raulušaitytė | Pabellón: Palacio de Deportes de la Comunidad de Madrid Árbitros: Wojciech Liszka Carmelo de la Rosa Jacquiline Dover |  |

#### Semifinales
| 22 de julio de 2023 | Francia                                         | 57–80                                 | Estados Unidos                                                                 | Madrid |  |
| 18:30               | Parciales: 20-20, 10-28, 13-17, 14-15           | Parciales: 20-20, 10-28, 13-17, 14-15 | Parciales: 20-20, 10-28, 13-17, 14-15                                          | |  |
|                     | Estadísticas Touré 16 Dutat 13 Lacan 5 Lacan 19 | Reporte Pts Reb Asts Val              | Estadísticas 13 Rice, Van Slooten 9 Edwards 5 Lepolo 15 Van Sloote, Cunningham | Pabellón: Palacio de Deportes de la Comunidad de Madrid Árbitros: Wojciech Liszka Ventsislav Velikov Carsten Straube |  |

| 22 de julio de 2023 | España                                                     | 77–70                                 | Canadá                                                            | Madrid |  |
| 21:00               | Parciales: 26-22, 14-14, 18-11, 19-23                      | Parciales: 26-22, 14-14, 18-11, 19-23 | Parciales: 26-22, 14-14, 18-11, 19-23                             | |  |
|                     | Estadísticas Martín 24 Fam 8 Martín, Buenavida 5 Martín 22 | Reporte Pts Reb Asts Val              | Estadísticas 20 Fournier 7 Fournier 3 Dykstra, Bascoe 24 Fournier | Pabellón: Palacio de Deportes de la Comunidad de Madrid Árbitros: Andris Aunkrogers Alan dos Santos Cecília Tóth |  |

#### Partido por el 3.º puesto
| 23 de julio de 2023 | Canadá                                               | TE 80–73                                          | Francia                                              | Madrid |  |
| 18:30               | Parciales: 15-22, 23-15, 17-23, 13-8 (T.E.: 12-5)    | Parciales: 15-22, 23-15, 17-23, 13-8 (T.E.: 12-5) | Parciales: 15-22, 23-15, 17-23, 13-8 (T.E.: 12-5)    | |  |
|                     | Estadísticas Swords 26 Fournier 8 Swords 6 Swords 28 | Reporte Pts Reb Asts Val                          | Estadísticas 17 Dibanzilua 17 Dutat 6 Touré 19 Dutat | Pabellón: Palacio de Deportes de la Comunidad de Madrid Árbitros: Gina Cross Carmelo de la Rosa Jacquiline Dover |  |

#### Final
| 23 de julio de 2023 | España                                                        | 66–69                                 | Estados Unidos                                         | Madrid |  |
| 21:00               | Parciales: 16-21, 18-13, 18-20, 14-15                         | Parciales: 16-21, 18-13, 18-20, 14-15 | Parciales: 16-21, 18-13, 18-20, 14-15                  | |  |
|                     | Estadísticas Martín 19 tres jugadoras 5 Buenavida 6 Martín 22 | Reporte Pts Reb Asts Val              | Estadísticas 16 McMahon 10 Booker 7 Hidalgo 20 McMahon | Pabellón: Palacio de Deportes de la Comunidad de Madrid Árbitros: Andris Aunkrogers Alan dos Santos Ventsislav Velikov |  |

| Bandera de Estados Unidos         |
| Campeón Estados Unidos 10° título |

## Medallero
| España | Estados Unidos | Canadá |

## Clasificación final

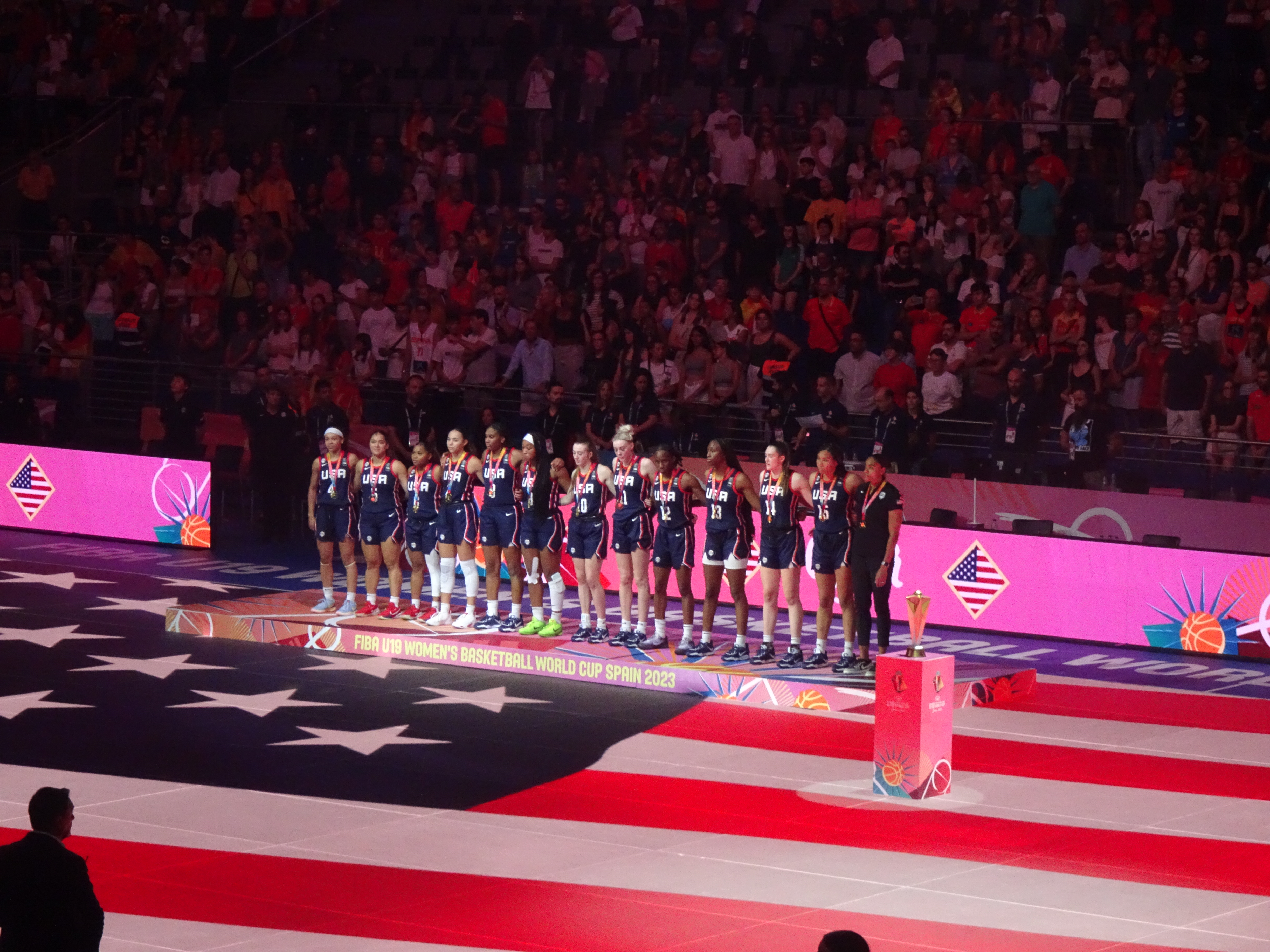
Equipo de USA celebrando el título.

| Pos.              | Equipo          | Pts | G-P | PF  | PC  | Dif. |
| ----------------- | --------------- | --- | --- | --- | --- | ---- |
| Medalla de oro    | Estados Unidos  | 14  | 7-0 | 679 | 381 | +298 |
| Medalla de plata  | España          | 13  | 6-1 | 532 | 415 | +117 |
| Medalla de bronce | Canadá          | 13  | 6-1 | 570 | 431 | +139 |
| 4                 | Francia         | 11  | 4-3 | 500 | 480 | +20  |
| 5                 | Malí            | 12  | 5-2 | 494 | 482 | +12  |
| 6                 | Japón           | 12  | 5-2 | 530 | 469 | +61  |
| 7                 | República Checa | 11  | 4-3 | 519 | 518 | +1   |
| 8                 | Lituania        | 10  | 3-4 | 471 | 454 | +17  |
| 9                 | Australia       | 11  | 4-3 | 530 | 452 | +78  |
| 10                | Alemania        | 10  | 3-4 | 469 | 496 | −27  |
| 11                | Italia          | 10  | 3-4 | 497 | 547 | −50  |
| 12                | Egipto          | 9   | 2-5 | 423 | 558 | −135 |
| 13                | China           | 9   | 2-5 | 450 | 484 | −34  |
| 14                | Brasil          | 8   | 1-6 | 426 | 547 | −121 |
| 15                | China Taipéi    | 8   | 1-6 | 458 | 592 | −134 |
| 16                | Argentina       | 7   | 0-7 | 351 | 593 | −242 |

## Premios
Para esta edición de la competencia, además del tradicional quinteto ideal y jugadora más valiosa, se agregaron nuevos premios: segundo mejor quinteto, mejor jugadora defensiva y mejor entrenador.
| Quinteto ideal                                                            |
| ------------------------------------------------------------------------- |
| Hannah Hidalgo Leïla Lacan Iyana Martín (MVP) Joyce Edwards Toby Fournier |
| Segundo mejor quinteto                                                    |
| Dominika Paurová Jana Elalfy Syla Swords Maimouna Haidara Awa Fam         |
| Mejor jugadora defensiva: Anaëlle Dutat                                   |
| Mejor entrenador: Bernat Canut                                            |